# Кармен Харт
Кармен Харт (на английски: Carmen Hart) е американска порнографска актриса и екзотична танцьорка, родена на 12 март 1984 г. в град Лумбъртън, щата Северна Каролина, САЩ.
Тя е от индиански произход и е пълнокръвен член на племето Лъмби.
Носителка е на титлата „Мис Хавайски тропик“ през 2004 г.
Дебютира като актриса в порнографската индустрия през 2005 г. Снима по една сцена за компаниите „Адам и Ева“ и „Диджитъл син“ и още през дебютната си година сключва ексклузивен двугодишен договор с клауза за удължаване с продуцентската компания „Уикед Пикчърс“.
Участва в игралния филм „Едноокото чудовище“ (2008 г.).

## Награди
Носителка на награди
- 2007: AVN награда за най-добра групова секс сцена – „Чукане“.[6]
- 2007: Eroticline награда за най-добра нова международна актриса.[7]

Номинации
- 2007: Номинация за AVN награда за най-добра поддържаща актриса (филм) – „Ловци на мъже“.[8]
- 2008: Номинация за AVN награда за най-добра актриса (видео) – „Просто между нас“.[9]
- 2008: Номинация за XBIZ награда за изпълнителка на годината.[10]
- 2009: Номинация за AVN награда за най-добра актриса – „Пожар“.[11]